# Marie Pierre Kœnig
Marie Pierre Kœnig (10. října 1898 Caen – 2. září 1970) byl francouzský generál.
Narodil se 10. října 1898 v Caen. Bojoval v první světové válce. Po válce sloužil v Maroku. Za druhé světové války odešel po pádu Francie do Anglie. V Londýně se spojil s generálem de Gaullem a byl povýšen na plukovníka. V roce 1941 sloužil v Sýrii. Později byl povýšen na generála a převzal velení nad 1. francouzskou brigádou v Egyptě. Po válce se stal velitelem francouzské armády ve francouzské okupační zóně v Německu. V roce 1954 byl krátce ministrem národní obrany. Zemřel v září roku 1970. V roce byl 1984 posmrtně jmenován maršálem Francie.

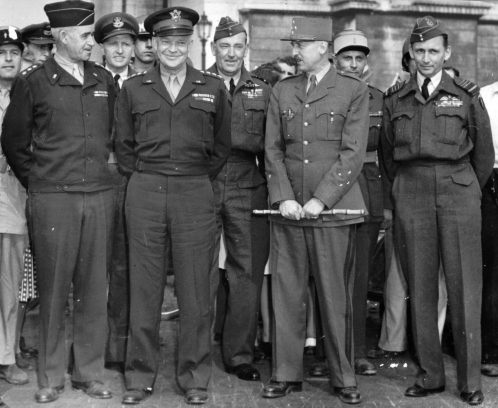
Marie Pierre Kœnig (drží hůl) s Omarem Bradleyem, Dwightem Eisenhowerem a Arthurem Tedderem v Paříži, 1944